# Echmea
Echmea (Aechmea) – rodzaj roślin  z rodziny bromeliowatych (Bromeliaceae), nazywanych także ananasowatymi. Należy do niego ok. 170 gat. z Ameryki Południowej i Ameryki Środkowej. Zaliczane tu rośliny są suchoroślami lub epifitami.

## Systematyka
Pozycja rodzaju według Angiosperm Phylogeny Website (aktualizowany system APG IV z 2016)
Jeden z rodzajów podrodziny Bromelioideae Burnett z rodziny bromeliowatych (Bromeliaceae) z rzędu wiechlinowców (Poales).

## Zastosowanie
Niektóre gatunki uprawiane jako rośliny doniczkowe, np. echmea wstęgowata (Echmea fasciata).